# Lucaina discoidalis
Lucaina discoidalis es una especie de escarabajo de alas de red perteneciente a la familia Lycidae. Se encuentra distribuido en el sur de Texas Sur de Texas, Estados Unidos y Zacatecas, México.

## Descripción
Son escarabajos de color amarillento en su dorso, con excepción de una franja negra mediana longitudinal a nivel del pronoto. Consta de coloración negra en los márgenes internos de los bordes elitrales apicales. Las tibias, abdomen y antenas son negros. La cabeza es prolongada en un rostro corto, con surcos coronales prominentes. Los ojos son pequeños, finamente facetados y no aproximados. Tiene cortas mandíbulas, ligeramente curvadas, con un labrum acortado.